# Barnes Lake-Millers Lake
Barnes Lake-Millers Lake es un lugar designado por el censo ubicado en el condado de Lapeer en el estado estadounidense de Míchigan. En el Censo de 2010 tenía una población de 1093 habitantes y una densidad poblacional de 122,07 personas por km².

## Geografía
Barnes Lake-Millers Lake se encuentra ubicado en las coordenadas 43°10′40″N 83°18′48″O / 43.17778, -83.31333. Según la Oficina del Censo de los Estados Unidos, Barnes Lake-Millers Lake tiene una superficie total de 8.95 km², de la cual 7.92 km² corresponden a tierra firme y (11.57%) 1.04 km² es agua.

## Demografía
Según el censo de 2010, había 1093 personas residiendo en Barnes Lake-Millers Lake. La densidad de población era de 122,07 hab./km². De los 1093 habitantes, Barnes Lake-Millers Lake estaba compuesto por el 97.9% blancos, el 0.09% eran afroamericanos, el 0.46% eran amerindios, el 0.27% eran asiáticos, el 0% eran isleños del Pacífico, el 0.18% eran de otras razas y el 1.1% pertenecían a dos o más razas. Del total de la población el 2.56% eran hispanos o latinos de cualquier raza.